# Greasewood
Greasewood (navaho Díwózhii Biiʼ Tó) és una concentració de població designada pel cens dels Estats Units a l'estat d'Arizona. Segons el cens del 2000 tenia 581 habitants.

## Demografia
Segons el cens del 2000, Greasewood tenia 581 habitants, 126 habitatges, i 106 famílies La densitat de població era de 42 habitants/km².
Dels 126 habitatges en un 49,2% hi vivien nens de menys de 18 anys, en un 54% hi vivien parelles casades, en un 22,2% dones solteres, i en un 15,1% no eren unitats familiars. En el 13,5% dels habitatges hi vivien persones soles el 2,4% de les quals corresponia a persones de 65 anys o més que vivien soles. El nombre mitjà de persones vivint en cada habitatge era de 4,12 i el nombre mitjà de persones que vivien en cada família era de 4,55.
Per edats la població es repartia de la següent manera: un 47,2% tenia menys de 18 anys, un 9,6% entre 18 i 24, un 24,3% entre 25 i 44, un 16,2% de 45 a 60 i un 2,8% 65 anys o més.
L'edat mediana era de 19 anys. Per cada 100 dones de 18 o més anys hi havia 95,5 homes.
La renda mediana per habitatge era de 16.583 $ i la renda mediana per família de 20.234 $. Els homes tenien una renda mediana de 28.333 $ mentre que les dones 18.750 $. La renda per capita de la població era de 5.490 $. Aproximadament el 42,2% de les famílies i el 43,6% de la població estaven per davall del llindar de pobresa.
Segons el cens dels Estats Units del 2010 el 97,07% són nadius americans i el 2,41% blancs.

## Poblacions més properes
El següent diagrama mostra les poblacions més properes.